# Kristiane Konstantin-Hansen
Kristiane Konstantin-Hansen, més coneguda com a Christiane Constantin Hansen (16 de setembre de 1848 - 13 de juliol de 1925), fou una teixidora, artista tèxtil i minorista danesa que s'especialitzà en brodat. Filla del cèlebre pintor Constantin Hansen, juntament amb la filla d'una altra figura de l'edat d'or danesa, obrí una botiga de brodat a Copenhaguen el 1873. El negoci fou un gran èxit durant els següents 30 anys, i rebé premis internacionals. Va tancar el 1903 per a permetre que Konstantin-Hansen i el seu col·lega Johanne Bindesbøll creassen tapissos per al castell de Frederiksborg. Konstantin-Hansen també fou una activa feminista.

## Biografia
Nasqué a Copenhaguen el 16 de setembre del 1848, filla major del famós pintor Carl Christian Constantin Hansen (1804-1880) i la seua esposa Magdalene Barbara Købke (1825-1898). Visqué amb els seus vuit germans en una casa que reflecteix l'interés del seu pare pels mobles fins i les arts decoratives. Fou Geòrgia Skovgaard, esposa del pintor Peter Christian Skovgaard, qui li ensenyà a brodar, però va desenvolupar habilitats pel dibuix el 1873, mentre viatjava amb son pare a Roma, Nàpols i Pompeia, dibuixant-ne els monuments.
Konstantin-Hansen practicà per primera vegada el brodat a casa, i el 1873, junt amb Johanne Bindesbøll, filla de l'arquitecte Thorvald Bindesbøll, obriren una botiga a Købmagergade, al centre de Copenhaguen. Durant anys, se'ls va unir la brodadora Anna Sarauw.

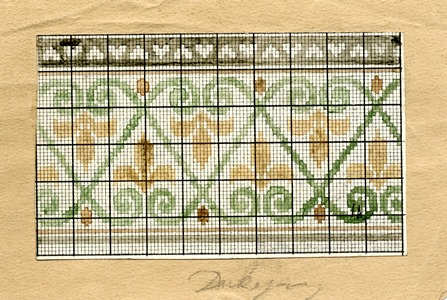
Patró dissenyat per Konstantin-Hansen i Johanne Bindesbøll

Georgia Skovgaard els havia ensenyat el brodat de flors silvestres, complementat amb les hàbils representacions de flora i fauna de Johanna Bindesbøll en els estils clàssics grec i romà. Molts patrons se'n basaven en l'obra de Skovgaard, Constantin Hansen i Thorvald Bindesbøll. Passaren els seus dissenys a patrons de punt de creu de llana sobre llenç que els seus clients podrien dominar fàcilment. Els mateixos artistes, però, produïren una varietat de tèxtils decorats amb les tècniques de brodat més complexes.
L'empresa participà en exposicions d'art internacionals, i rebé alguns premis:
- 1877 en l'Exposició Industrial d'Amsterdam
- 1878 en l'Exposició Mundial de París
- 1888 en l'Exposició Nòrdica de Copenhaguen

Quan tancaren al 1903, la brodadora Clara Wæver adquirí la majoria de dissenys i patrons.

## Pionera feminista
Des del 1889, fou una de les primeres membres del moviment feminista danés, pertangué a la junta de la Societat de Dones Daneses fins al 1892 i a la branca de Copenhaguen fins al 1897. Konstantin-Hansen també fou una de les tres primeres membres de la junta de Fru Rovsings Mindelegat al 1889.
Formà part del comitè de capacitació laboral per a dones. Interessada a encoratjar les dones a valer-se per si mateixes, també lluità pel vot femení. Al 1890 va proposar la creació d'instal·lacions per a cosir les anomenades peces de reforma (roba laboral per a dones), que fins llavors havien estat importades d'Alemanya.
El 1893 col·laborà en la selecció d'expositors danesos per a la Fira Mundial de Chicago i formà part del comitè de l'Exposició de Dones de Copenhaguen del 1895.
Kristiane Konstantin-Hansen mor a Copenhaguen el 13 de juliol del 1925.